# Zodijačka svjetlost
Zodijačka svjetlost je slabo osvijetljeni dio neba trokutasta oblika koji se u povoljnim vremenskim prilikama i kad nema mjesečine zapaža na nebeskoj sferi u području ekliptike, odnosno zodijaka. Najlakše ju je uočiti iz tropskoga pojasa; u umjerenim sjevernim širinama vidi se u ožujku neposredno nakon zalaska i u rujnu neposredno prije izlaska Sunca. Sjajem je jednaka sjaju Kumove slame. Spektar joj je jednak spektru Sunca. Zodijačka svjetlost nastaje zbog raspršenja Sunčeve svjetlosti na međuplanetnoj prašini u ravnini ekliptike. Ovu je pojavu vrlo teško uočiti. Najbolji uvjeti za njeno opažanje su kada je ekliptika položena okomito na obzor i kada je Sunce oko 20° ispod obzora. Posebna se prilika javlja za vrijeme pomrčine Sunca. Pojavu je najbolje je promatrati s planina.

## Svojstva
Zapisi o zodijačkoj svjetlosti potječu iz vremena staroegipatske civilizacije, a svjetlost su promatrali i drevni Arapi. U suvremenoj Europi pažnju na svjetlost skrenuo je Giovanni Domenico Cassini 1683. Svjetlost se najbolje zapaža kada se zviježđa zodijaka nadviju strmo nad obzorom, a elongacija (kutna visina do Sunca) iznosi oko 30°. Stoga su najpovoljniji uvjeti viđenja pojave u ekvatorskim i suptropskim pojasima. Na srednjim zemljopisnim širinama uvjeti promatranja najpovoljniji su početkom proljeća i jeseni, u proljeće navečer, po zalasku Sunca, a u jesen ujutro, prije Sunčeva izlaska. Dakako, Sunce mora biti toliko ispod obzora da vlada mrka noć. Očito je da su uvjeti promatranja teški. Sunce je 20° pod obzorom, a najsjajniji dio zodijačke svjetlosti diže se samo 10° iznad obzora. 
Oblik svjetlosti je stožast, kupast. Kupa je položena uzduž ekliptike, a njen je vrh odmaknut za 90° od smjera Sunca. Sjaj zodijačke svjetlosti nadmašuje sjaj pozadine neba za 2 do 3 puta. Zodijačka svjetlost bolje bi se isticala da nema pozadinske rasvjete neba koja dolazi iz drugih izvora. Ovako, ona je samo jedan od izvora rasvjete. Drugi su izvor svjetlosti ovi: izravna svjetlost oku nevidljivih slabih zvijezda, svjetlost zvijezda koja je raspršena međuzvjezdanom prašinom i vlastito svijetljenje Zemljine atmosfere. 
Od vrha svijetlećeg stošca zodijačka se svjetlost produžuje naokolo neba kao jedva zamjetljiva traka. Na mjestu nebeskog svoda koje je nasuprot Suncu sjaj opet poraste. Taj porast sjaja naziva se protusvjetlošću (zato što je točno nasuprot Suncu). O njemu izvještava Alexander von Humboldt s putovanja u Južnu Ameriku od 1799. do 1803. Protusvjetlost se mnogo slabije ističe na pozadini neba nego zodijačka svjetlost, a ima oblik ovalne pjege.

## Međuplanetarna tvar
Međuplanetarna tvar je tvar u prostoru između planeta u Sunčevu sustavu. Sastoji se od vrlo rijetkog plina, čestica Sunčeva vjetra te od čestica prašine (najčešće promjera između 10 μm i 100 μm). Nastaje emisijom sa Sunca, sudaranjem meteoroida i planetoida (asteroida) i oslobađa se iz kometa dok prolaze oko Sunca. Sunčev vjetar polako je potiskuje u svemir. Teško se može opažati. Sunčeva svjetlost raspršena na česticama prašine u području ekliptike naziva se zodijačka svjetlost.

### Fizička svojstva međuplanetarnog oblaka
Izvor zodijačke svjetlosti je prvenstveno prah, a ne plin. Čestice praha veličine su od 1 do 10 μm (moguće i do 100 μm). Sastoje se od dviju vrsta. Jedne su metalne (željezne), druge dielektrične, čestice sa svojstvima izolatora (misli se da je to silikatni prah s ledenom korom, ili samo led). Oblik čestica je izdužen ili okrugao. Masa jedne čestice kreće se od pikograma do mikrograma. Važno je svojstvo čestica da svjetlost odbijaju uz malo skretanje. Postoje dva maksimuma: s kut skretanja 0° i za 180°. Promatrač na Zemlji dobiva svjetlost iz jednog smjera, prihvatajući doprinose mnogih čestica. Što su čestice bliže ravnini ekliptike, to doprinose više svjetlosti. Opažanja s visokih planina, iz balona i iz umjetnih satelita, te za vrijeme pomrčine Sunca, ustanovila su da su krute čestice prisutne sve do površine Sunca. Sjaj zodijačke svjetlosti silno jača u smjeru prema Suncu, ali ne samo zato što su povoljniji uvjeti promatranja zbog kuta odbijanja svjetlosti i zbog porasta broja čestica, već zato što su glavni doprinos tada daju slobodni elektroni. U Sunčevoj koroni ima ih veoma mnogo i oni dobro raspršuju svjetlost poteklu s površine Sunca. 
Ispitivanja međuplanetarne tvari uz pomoć svemirskih letjelica utvrdila su da gustoća oblaka praha naglo pada na vanjskom rubu planetoidnog pojasa. Ukupna masa praha unutar kugle, kojoj je opseg Zemljina staza, procjenjuje se na 1017 kilograma. Iako se to čini mnogo, čestice praha susreću se rijetko. Na jednu česticu otpada obujam kocke sa stranicama od 100 metara. Usprkos tako razrijeđenom oblaku, on se zapaža zbog u cjelini velikog broja čestica. Jednaka količina tvari sadržana je i u plinovitom stanju. 